# Жіноче письменство

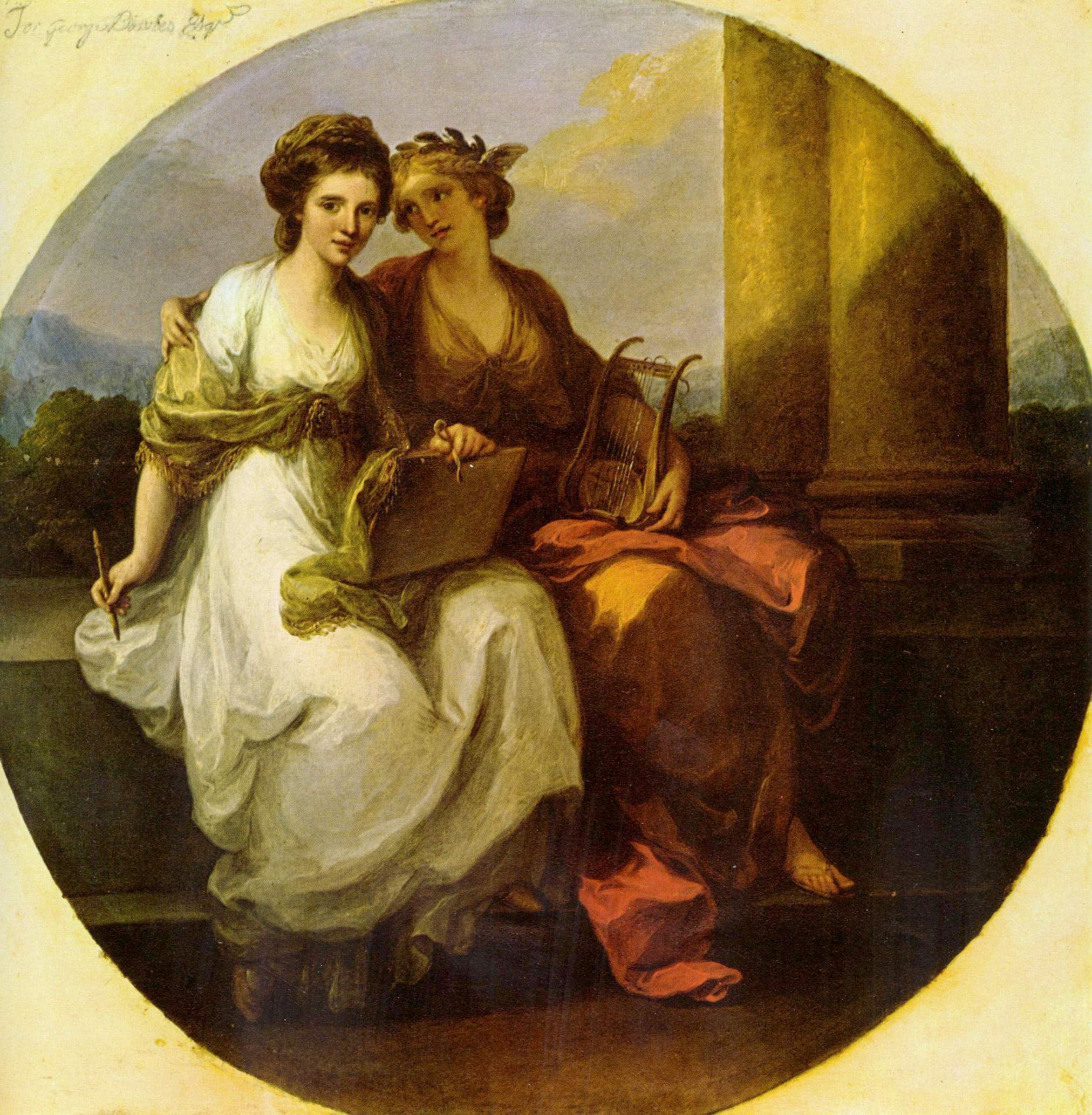
Анжеліка Кауфман, Література та живопис, 1782

Жінки робили значний внесок у літературу з часів найдавніших письмових текстів, будучи в авангарді текстового спілкування з ранніх цивілізацій. Серед жіночого письменства (англ. Women's writing), тобто написаної жінками літератури, в тому числі не орієнтованої на жінок, виділяють такі явища:
- Чик-літ, популярна художня література, орієнтована на молодих жінок;
- Жінки у фантастиці як авторки, фанатки та героїні (див. Список фантасток);
- Жіноче письмо (літературна категорія), академічне дослідження текстів, створених жінками;
- Жіночий епос, концепт феміністичної літературної критики;
- Феміністична література (список), література, написана передовсім жінками-феміністками на захист прав жінок;
- Феміністична літературна критика, літературна критика з засад теорії фемінізму;
- Écriture féminine(інші мови), постмодерністська феміністична теорія літератури;
- Лесбійська література, література, що звертається до лесбійських тем.

## Історія жіночого письменства

### До нашої ери
Серед перших відомих письменниць — месопотамська жриця Енхедуанна; вона є найдавнішою з відомих коли-небудь записаних поетів та першою з названих авторів у світовій історії. Вона була верховною жрицею богині Інанни та бога місяця Нанни, жила в шумерському місті-державі Ур понад 4200 років тому. Внесок Енхедуанни в шумерську літературу включає кілька особистих посвят Інанні та збірку гімнів, відомих як «Шумерські храмові гімни». Вона була першою відомою жінкою, яка мала титул королівський (жрецький) титул EN: роль великого політичного значення, яку часто займали королівські дочки. Її матір'ю, ймовірно, була королева Ташлутум.
Сапфо (630 – 570 р. до н. е.) — архаїчна грецька поетка з острова Лесбос, авторка лесбійської ліричної поезії для співу під супровід ліри. Більшість поезії Сапфо втрачено, повністю збереглася «Ода до Афродіти». Крім лірики, за стародавніми коментаторами, Сапфо писала елегійні та ямбічні вірші.
У 3-му ст. до н. е. жила тамільська поетеса Аввайяр періоду Сангам, вважається сучасницею поетів Паранара, Кабілара та Тіруваллувара. Її вважають авторкою 7 віршів у Naṟṟiṇai, 15 у Kuṟuntokai, 4 у Akanaṉūṟu та 33 у Puṟanāṉūṟu. Легенда свідчить, що вона була придворною поетесою правителів тамільської країни. Вона мандрувала країною з одного села в інше, розділяючи кашу бідних фермерів і складаючи пісні для їхньої втіхи. Більшість її пісень були про дрібного вождя Валлала Атіямаана Недумаана Анджі та його родину, для якого вона також працювала амбасадоркою, щоб запобігти війні з сусіднім вождем Тондайманом. Решта її пісень стосувалися різних аспектів державного управління.

### Наша ера
«Повість про Ґендзі» написала на початку XI століття знатна жінка Мурасакі Сікібу, і дехто вважають її першим романом.
Візантійська принцеса Анна Комніна написала Алексіаду близько 1148 року у формі штучної аттичної грецької мови. Вона описала політичну та військову історію Візантійської імперії за часів правління свого батька, забезпечивши важливий опис Візантії Високого Середньовіччя, зокрема, взаємодію Імперії з хрестовими походами, суперечливі погляди на Схід і Захід на початку 12 століття, та занепад візантійського культурного впливу.
Христина Пізанська, найвідоміша французька письменниця, філософ, риторка і критик пізнього середньовіччя, написала протофеміністську «Книгу про Град Жіночий» у 1405 році: текст про алегоричне місто, в якому незалежні жінки жили вільними від наклепів чоловіків. У своїй творчості вона залучала справжніх художниць, таких як Анастасія, яка вважалася однією з найкращих паризьких ілюмінаторів, хоча жодна з її робіт не збереглася. Інші гуманістичні тексти сприяли підвищенню освіти італійок.
Першою відомою англомовною книгою, написаною жінкою, були Одкровення Божественної Любові Джуліан з Норвіча, написані між 14 і 15 століттями, збережені в різних рукописах, поки не були вперше опубліковані в 1670 році.
Історикиня Гульбадан Бегам, дочка імператора Великих Моголів Бабура, написала біографію свого брата, імператора Хумаюна.
Англійська письменниця Енн Редкліфф створила кілька готичних романів, включаючи «Таємниці Удольфо», опубліковану в 1794 році, і «Італієць» 1797 року.

### З розвитком феміністичного руху
Отримавши доступ до освіти у 18 столітті, жінки почали масово включатися в літературну діяльність як таку, що давала змогу заробити з дому. Перепони, які ставлять на шляху літературної самореалізації жінок материнство, хатня робота та шлюб, проаналізувала британська феміністка Вірджинія Вульф у роботі Своя кімната. Мері Шеллі пише перший фантастичний роман, Франкенштайн, або Сучасний Прометей, який впливає на все подальше жіноче феміністичне письмо. Однією з найвідоміших та успішних письменниць 19 століття була Джейн Остін, авторка «Чуття і чуттєвості» (1811), «Гордості і упередження» (1813), «Менсфілд-парку» (1814) та «Емми» (1816). Вона написала також «Нортенгерське абатство» та «Переконання» та почала «Сендітон». Серед письменниць цього періоду:
- Гертрудіс Гомес де Авельянеда
- Мерседес Лаура Агіяр[en]
- Мастурей Ардалан
- Анжеліка Арно[en]
- Хосефа Толедо де Аґуеррі[en]
- Каролін де Баррау[en]
- Ада Бюїссон[en]
- Долорес Вейнтімілья[en]
- Мері Волстонкрафт
- Ніколь Гарай[en]
- Марія Хосефа Гарсія Гранадос[en]
- Джулі Гаусман[en]
- Графиня Даш[en]
- Нарциза Жмиховська
- Габріеля Запольська
- Берта фон Зуттнер
- Богуслава Кечкова[en]
- Лідія Койдула
- Марія Конопницька
- Ганна Корані[en]
- Елішка Красногорська[en]
- Жанна Лапоз[en]
- Ерманс Лесгільйон[en]
- Маріон А. Макбрайд[en]
- Емілі Маресс-Пол[en]
- Жанна Марні[en]
- Дада Масіті[en]
- Атенаїс Мішле[en]
- Маріам аль-Нахас[en]
- Божена Немцова
- Ежені Нібоє[en]
- Нодіра[en]
- Еліза Ожешко
- Віргінія Елена Ортеа[en]
- Еліз Отте[en]
- Павліна Пайк[en]
- Елішка Пєшкова[en]
- Габрієла Прейссова[en]
- Марія Родзевичівна[en]
- Мері Розенгартен[en]
- Леді Мері Рот[en]
- Кароліна Светла
- Хаджі Стака Скендерова
- Міліца Стоядинович-Српкіня
- Ліллі Субурґ
- Елізабет Гарт Твейтс[en]
- Фатма Топуз
- Флора Трістан[en]
- Леся Українка
- Джахонутін Увайсій[en]
- Саломе Уренья[en]
- Зафер Ханим[en]
- Анна Цюндзевицька
- Уміхана Чувідіна
- Роза Шапіро
- Мері Шеллі
- Розалінд Амелія Янг[en]

Серед міждисциплінарних мисткинь 19 століття, що також писали:
- Кейт Грінвей[en]: письменниця та ілюстраторка, авторка та дизайнерка ілюстрацій двох дитячих книжок; «Сад чорнобривців» (1875) та «Під вікном» (1879).
- Кейт Банс[en]: англійська художниця та поетеса, пов'язана з рухом мистецтв і ремесел.
- Елізабет Сіддал[en]: англійська художниця, поетеса та натурниця.
- Дельфіна Арнуль де Кул-Фортен[en]: французька художниця і письменниця на ліможській порцеляні.
- Дора д'Істрія: румунська художниця, поетка і письменниця.
- Мілена Мразовіч[en]: австро-угорська журналістка, письменниця, піаністка та композиторка.
- Ашик Пері[en]: азербайджанська поетеса й народна співачка.
- Йосипіна Турнограйська: словенська письменниця, поетеса, композиторка.
- Зоїла Угарте де Ландівар[en]: еквадорська письменниця, журналістка, скульпторка, суфражистка та феміністка.

### ХХ століття

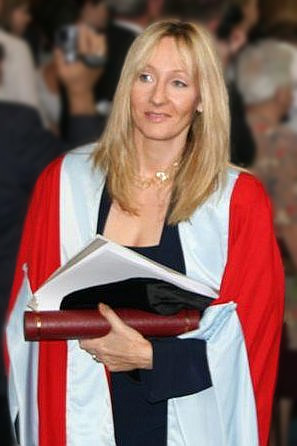
Джоан Ролінг отримує почесний ступінь Абердинського університету в Шотландії, 6 липня 2006 р.

У 20 столітті жінки написали багато книг усіх літературних жанрів. Серед художніх книг такі, як Гаррі Поттер та Будинок Духів. Серед визначних письменниць ХХ століття:
- Кеті Акер
- Ізабель Альєнде
- Gloria E. Anzaldúa
- Matilde Asensi
- Lucia Berlin
- Октавія Батлер
- Росаріо Кастельянос
- Amparo Dávila
- Guadalupe Dueñas
- María Dueñas
- Діамела Ельтіт
- Еспідо Фрейре
- Gloria Fuertes
- Альмудена Грандес
- Joy Harjo
- Clara Janés
- Carmen Laforet
- Elvira Lindo
- Clarice Lispector
- Latasha Long
- Leslie Marmon Silko
- Carmen Martín Gaite
- Ana María Matute
- Роса Монтеро
- Тоні Моррісон
- Сільвіна Окампо
- Alejandra Pizarnik
- Soledad Puértolas
- Claudia Rankine
- Джоан Ролінґ
- Maruja Torres
- Джанет Вінтерсон

## Лауреатки Нобелівської премії з літератури
Нобелівську премію з літератури отримали такі письменниці та поетки:
- Сельма Лагерлеф (1909) — як данина високому ідеалізму, яскравій уяві й духовному проникненню, що вирізняють усі її твори;
- Грація Деледда (1926) — за поетичні твори, в яких із пластичною ясністю описано життя її рідного острова, а також за глибину підходу до людських проблем загалом;
- Сігрід Унсет (1928) — передусім за її видатний опис скандинавського життя Середньовіччя;
- Перл Бак (1938) — за її багатий і по-справжньому епічний опис селянського життя в Китаї та за її біографічні шедеври;
- Габріела Містраль (1945) — за її ліричну поезію, наповнену потужними емоціями, що зробили її символом ідеалістичного прагнення всього латиноамериканського світу;
- Неллі Закс (1966) — за її видатні ліричні та драматичні твори, що досліджують долю єврейського народу;
- Надін Гордімер (1991) — хто своїм прекрасним епосом принесла величезну користь людству;
- Тоні Моррісон (1993) — хто у своїх наповнених мріями і поезією романах зобразила важливий аспект американської реальності;
- Віслава Шимборська (1996) — за поезію, що з іронічною точністю зображує історичні та біологічні явища в контексті реальності людства;
- Ельфріде Єлінек (2004) — за музичний потік голосів у романах і п'єсах, які з надзвичайним лінгвістичним запалом розкривають абсурдність соціальних кліше та їхньої поневолюючої сили;
- Доріс Лессінг (2007) — хто оповідає про досвід жінок, зі скептицизмом, пристрастю і пророчою силою розглядає розділену цивілізацію для вивчення;
- Герта Мюллер (2009) — хто із зосередженістю в поезії і щирістю в прозі описує життя знедолених;
- Еліс Манро (2013) — майстриня сучасного оповідання;
- Світлана Алексієвич (2015) — за її багатоголосу творчість — пам'ятник стражданню і відвазі у наш час;
- Ольга Токарчук (2018) — за оповідальну уяву, яка з енциклопедичною пристрастю зображує перетин кордонів, як форму життя;
- Луїза Глюк (2020) — за безпомилковий поетичний голос, який суворою красою робить індивідуальне існування універсальним;
- Анні Ерно (2022) — за сміливість і клінічну гостроту, з якими вона відкриває коріння, відчуження і колективні обмеження особистої пам'яті.

## Додаткове читання
- "Some Women Writers," St. Louis Daily Globe-Democrat, March 16, 1884, image 6 Огляд книги, English Poetesses: A Series of Critical Biographies by Eric S. Robertson
- Edith Sessions Tuffer, "Women Who Scribble," The Wichita (Kansas) Daily Eagle, September 25, 1890, image 6 Жінка описує "їх роботу і їх турботи"
- "Characteristics of Woman Writers," New York Sun, quoted in The Argus, Rock Island, Illinois, 14 April 1893, image 6
- "Chroniclings," Rochester (New York) Democrat and Chronicle, 24 March 1896, image 6, виступає проти звичаю деяких письменниць брати чоловіче ім'я